# Adrián José Hernández

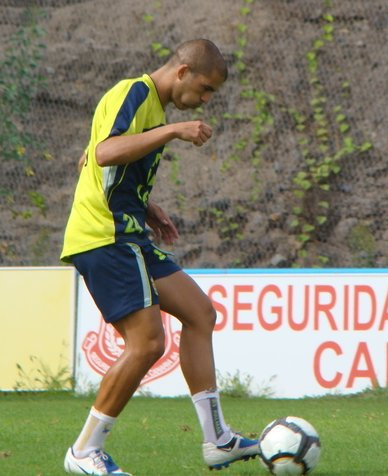
Pollo

Adrián José Hernández (Las Palmas, 2 juni 1983), voetbalnaam Pollo, is een Spaanse voetballer. Hij speelt als middenvelder.
Pollo maakte zijn debuut voor Atlético Madrid enkele minuten voor het einde in de thuiswedstrijd tegen Gimnàstic de Tarragona op 6 januari 2007. Hij kwam echter meestal uit voor Atlético Madrid B. Voorheen speelde hij bij UD Vecindario. Sinds 2007 speelde hij voor Universidad de Las Palmas CF in de Segunda Division.